# Rovine della chiesa di Trzęsacz
Le rovine della chiesa di Trzęsacz sono quanto rimane di una chiesa sul Mar Baltico danneggiata dalla corrasione (una forma di processo abrasivo). Le rovine a Trzęsacz sono uniche nel loro genere in Europa.

## Storia

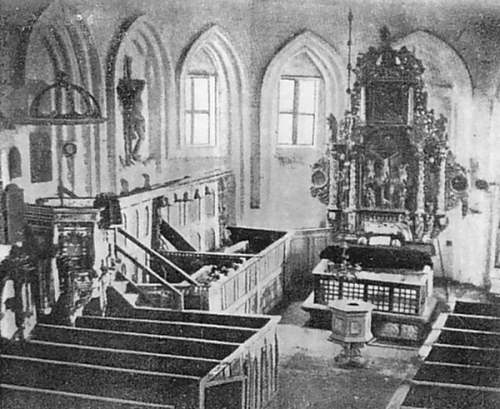
L'interno della chiesa nel 1870

La chiesa viene costruita a cavallo tra il XIV e il XV secolo, a quasi 2 km dalla costa. Gradualmente questa distanza è diminuita riducendosi a soli 58 metri nel 1750, ma il processo non si è fermato così che la distanza è diventata di solo un metro nel 1868.
L'ultima messa fu celebrata il 2 marzo 1874, dopodiché la chiesa fu chiusa e le sue suppellettili furono trasferite alla nuova chiesa di Trzęsacz e alle chiese di Rewal e Kamień Pomorski, e poi anche al museo di Berlino.
I primi danni all'edificio religioso risalgono al 1891 e il primo muro (nella parte settentrionale della chiesa) crollò nel 1901. I crolli successivi avvennero negli anni 1903, 1909, 1913, 1917, 1922, 1930, 1956, 1973, 1975 e 1994.
Fin dall'inizio di questo processo distruttivo sono state fatte prove per salvare almeno in parte le rovine. L'ultima riparazione è stata effettuata negli anni 2000. Il sito è considerato una tra le principali attrazioni turistiche dalla Polonia.